# Werner Hamel
Werner Hamel   (Berlín, 9 de febrer de 1911 - Hamburg, 25 de juliol de 1987), va ser un jugador d'hoquei sobre herba alemany que va competir durant les dècades de 1930 i 1940.
El 1936 va prendre part en els Jocs Olímpics de Berlín, on va guanyar la medalla de plata com a membre de l'equip alemany en la competició d'hoquei sobre herba.
En el seu palmarès també destaca la lliga alemanya de 1941 i 1942. Fou dotze vegades internacional.